# Río Kitakami
Kitakami (北上川 Kitakami-gawa?) es el quinto río más grande de Japón y el mayor en la región de Tōhoku. Tiene una longitud de 249 kilómetros y drena un área de 10 150 kilómetros cuadrados. Atraviesa zonas mayormente rurales de las prefecturas de Iwate y Miyagi. La fuente del río es el Monte Nanashiruge en el norte de Iwate, de la que fluye hacia el sur entre la Cordillera de Kitakami y las montañas Ou.  El río es inusual, ya que cuenta con dos desembocaduras, una que fluye hacia el sur y la otra que fluye al este en el Océano Pacífico.
El río fue una importante ruta de transporte durante el periodo Edo y antes de la construcción de ferrocarriles en el período Meiji temprano. Numerosas presas se han construido en el río y sus afluentes de los períodos Taisho y Showa para la generación de energía hiroelectrica, control de inundaciones y riego. Sin embargo, otra característica inusual es que no hay presas desde su desembocadura hasta la presa de Shijūshida al norte de Morioka.
Durante el festival de las flores de cerezo el río es adornado con linternas y se hacen competencias de remo.

## Represas
Numerosas represas se han construido en el río y sus afluentes para la generación de energía hiroelectrica, control de inundaciones y riego.

### En la prefectura de Iwate
Gandō
Gandō (岩洞ダム) es una represa que se construyó para generar energía y controlar el río Tandogawa, tributario del Kitakami cerca de la ciudad Morioka. Se completó en 1960. Tiene 40 m de alto, 351 m de largo, con un volumen de 850 km³, con una capacidad máxima de 65,6 mil km³ y produce anualmente 49 300 kW de energía.
La necesidad de depósitos de almacenamiento en el valle del río Kitakami para riego fue reconocido por el gobierno de Meiji en el inicio del siglo XX, debido a conflictos entre diferentes comunidades sobre los derechos de agua en los cultivos. El río también sufría de graves problemas ambientales por las operaciones mineras. Los planes para una serie de presas fue iniciado en 1941 por el Ministerio de Agricultura y Silvicultura, pero todo el trabajo se interrumpió durante la Segunda Guerra Mundial. El plan fue restablecido después de la guerra, y la presa de Gandō fue la segunda en ser completada después de la Presa Sannōkai.
La presa creó el lago Gandō,un lugar de vacaciones popular debido a su facilidad de acceso a través de la Ruta Nacional 455 de Japón.
Sannōkai
Sannōkai (山王海ダム) es una represa que se construyó para controlar el río Tandogawa, tributario del Kitakami cerca de la ciudad Shiwa. Se completó en 1952.  Tiene 61 m de alto, 231 m de largo, con un volumen de 1190 km³, con una capacidad máxima de 37,6 mil km³, esta represa no se construyó para generar energía.
La presa se inició en 1947 y se terminó en 1952 , sin embargo, debido al envejecimiento y la preocupación por la seguridad, fue completamente reconstruido a partir de 1977 como una presa de enrocado, con su altura elevada a 61,5 metros. La nueva presa fue terminada en 2001.
Hayachine
Hayachine (早池峰ダム) es una represa que se construyó para generar energía y controlar el río Hienuki, tributario del Kitakami cerca de la ciudad Hanamaki. Tiene 73 m de alto, 390 m de largo, con una capacidad máxima de 15,75 mil km³ y produce anualmente 3000 kW de energía.
Hayachine es una de una serie de cinco represas multipropósito construidas en el río Kitakami y sus principales afluentes, a partir de la presa Tase en 1941. La presa fue destinada para proporcionar agua industrial y potable para la creciente ciudad de Hanamaki, así como el riego, control de inundaciones y energía hidroeléctrica. La presa fue terminada por el Kajima Corporation en 2000.
Tase
Tase (田瀬ダム) es una represa que se construyó para generar energía y controlar el río Sarugaishi, tributario del Kitakami cerca de la ciudad Hanamaki. Tiene 81 m de alto, 320 m de largo, con una capacidad máxima de 146,5 mil km³ y produce anualmente 27 000 kW de energía.
Los trabajos en la presa comenzaron en 1938, pero no se terminó hasta 1954 debido a la Segunda Guerra Mundial. El embalse creado por la presa es conocida como Lago Tase.
Toyosawa
Toyosawa (豊沢ダム) es una represa que se construyó para controlar el río Toyosawa, tributario del Kitakami cerca de la ciudad Hanamaki. Tiene 59 m de alto, 150 m de largo, con una capacidad máxima de 23 356 km³ . Los trabajos en la presa comenzaron en 1949 y terminaron en 1961.

### En la prefectura de Miyagi
Hanayama
Hanayama (花山ダム) es una represa que se construyó para controlar el río Hasama, tributario del Kitakami cerca de la ciudad Kurihara. Se completó en 1960.4 Tiene 47 m de alto, 72 m de largo, con un volumen de 45 km³, con una capacidad máxima de 36,6 mil km³.
Aratozawa
Aratozawa (荒砥沢ダム) es una represa que se construyó para controlar el río Hasama, tributario del Kitakami cerca de la ciudad Kurihara. Se completó en 1998. Tiene 74 m de alto, 413 m de largo, con un volumen de 45 km³, con una capacidad máxima de 13 mil km³ y produce anualmente 1550 kW de energía.
Kamafusa 
Kamafusa  (釜房ダム) es una represa que se construyó para generar energía y controlar el río Natori, tributario del Kitakami cerca de la ciudad Kawasaki. Se completó en 1970. Tiene 45 m de alto, 177 m de largo, con un volumen de 45 km³, con una capacidad máxima de 45 mil km³ y produce anualmente 12000 kW de energía.
Kejyonuma 
Kejyonuma  (化女沼ダム) es una represa que se construyó para generar energía y controlar el río Natori, tributario del Kitakami cerca de la ciudad Kawasaki. Se inició en 1980 y se completó en 1995. Tiene 24 m de alto, 260 m de largo, con un volumen de 225 m³, con una capacidad máxima de 45 mil km³.

## Tsunami de 2011
A raíz del terremoto de magnitud 9,0 y el tsunami resultante que asoló el noreste de Japón en marzo de 2011, las aguas del océano inundó las tierras de cultivo y asentamientos que bordeaban el río Kitakami causando perdidas humanas y daños materiales.